# Denji (personaggio)
Denji (デンジ?) è un personaggio immaginario ideato da Tatsuki Fujimoto e il protagonista del manga e anime Chainsaw Man. È un adolescente orfano col potere di trasformarsi nell'ibrido umano-diavolo Chainsaw Man (チェンソーマン?, Chensō Man) dopo essersi fuso con il suo cane Pochita, rivelato poi essere il Diavolo Motosega (チェンソーの悪魔?, Chensō no Akuma).
Nei doppiaggi originali è interpretato da Kikunosuke Toya e da Marina Inoue durante i flashback, nell'adattamento italiano invece da Mosè Singh. Il personaggio è stato accolto positivamente sia dalla critica che dal pubblico, soprattutto per i suoi semplici obiettivi, il suo retroscena e i rapporti che ha con altri personaggi della serie.

## Concezione e sviluppo
Durante la concezione di Chainsaw Man, Tatsuki Fujimoto ebbe fin da subito l'idea di un personaggio che, tirando una corda, avrebbe fatto comparire una motosega dalla sua testa, sviluppando pian pianino Denji. Una delle sue più grande ispirazioni fu Non aprite quella porta. Fujimoto decise di basare una parte della personalità di Denji sulla sua, aggiungendo anche tendenze masochiste. Sostenne che Denji sia molto più emotivo di Agni di Fire Punch, sua precedente opera. L'editore dell'autore fu molto incerto sul rendere Denji il protagonista, pensando che potesse essere scambiato per un cattivo a causa delle motoseghe; tuttavia alla fine Fujimoto lo convinse. Infine peril rapporto tra il personaggio e Pochita decise di basarsi su Finn l'avventuriero e Jake il cane di Adventure Time, serie di cui l'autore è fan. La battaglia finale tra Denji e Makima fu ispirata da quella tra Koyomi Araragi e Kiss-shot Acerola-orion Heart-under-blade della serie Monogatari.
Lo sceneggiatore dell'anime, Hiroshi Seko, sostenne che il fascino della serie fosse proprio Denji e di come sia solamente interessato ai pasti e alle donne, al contrario di molte altri manga. Manabu Otsuka, presidente di MAPPA, apprezzò l'attenzione che Fujimoto diede alla relazione e la vita quotidiana di Denji, Aki e Power. Durante la produzione, il team fece in modo che il linguaggio del corpo tra Denji e Makima fosse adattato correttamente.
Yūji Kaku, autore di Hell's Paradise - Jigokuraku e precedente assistente di Fujimoto, notò le somiglianze tra Denji e l'autore, sostenendo che il modo di parlare del personaggio fosse "completamente identico" a quello di Fujimoto: «Ci saranno momenti in cui il sensei Fujimoto parlerà con un tale tono, esattamente come Denji». Kaku disse che il modo in cui le motoseghe siano letteralmente attaccate a Denji fu fatto di proposito per non sembrare "naturale". Il mangaka notò anche il design di Denji quando trasformato in Chainsaw Man e di come Fujimoto si fosse concentrato sulla semplicità, senza aggiungere troppe motoseghe, e di come sia riuscito a inserire lo stesso elementi "comici". Kaku disse che Denji era il suo personaggio preferito di Chainsaw Man e disegnò un'illustrazione dedicata a lui.

### Doppiaggio
Il doppiatore di Denji nell'adattamento animato è Kikunosuke Toya. Toya fu scelto nonostante la sua poca fama. Il doppiatore fu felice di essere stato preso per il ruolo. Alla sua prima audizione, il direttore gli disse di non far sembrare la scena "troppo simile a un anime". Nonostante credesse inizialmente di non essere stato all'altezza, Toya fu scelto per doppiare Denji. Il doppiatore ricordò di essere molto teso mentre leggeva la sceneggiatura il giorno prima, ma lo staff fu gentile con lui, rendendogli il lavoro più facile e facendolo rilassare.
Nel doppiaggio italiano è intrepretato da Mosè Singh. Singh si preparò ascoltando la colonna sonora dell'anime per "costruire la psicologia del personaggio". Per interpretare al meglio Denji nel primo episodio, Singh fece un digiuno. Il doppiatore considerò Denji il suo personaggio preferito tra tutti quelli interpretati.

## Descrizione del personaggio
Denji è un giovane orfano dai capelli biondi. Ha un carattere impulsivo e una morale discutibile, prevalentemente a causa della sua infanzia difficile, non esita a rischiare di morire per motivazioni "futili", come ad esempio baciare una ragazza. È perdutamente innamorato di Makima, la prima persona ad averlo trattato con gentilezza.

## Biografia del personaggio

### Parte 1 - Saga della Pubblica Sicurezza
Denji è un ragazzo povero e orfano che deve ripagare i debiti di suo padre per la yakuza. Vive insieme a Pochita, un cagnolino che è in verità il Diavolo Motosega. Denji verrà tradito e ucciso dalla yakuza, che hanno stretto un contratto con il Diavolo Zombie, ma prima di morire stringe anche lui un patto con Pochita, fondendosi insieme in un ibrido conosciuto come Chainsaw Man. Denji quindi uccide il Diavolo Zombie e i traditori, venendo poi approcciato da una squadra di cacciatori di diavoli, guidata da Makima, che lo convincono a unirsi a loro. Unitosi alla Pubblica Sicurezza, inizia a vivere una vita felice, vivendo in una vera casa e mangiando cibi deliziosi, trovando una famiglia, nonostante gli iniziali screzi e litigi, nello scontroso collega Aki e in Power, il Diavolo Sangue.
Dopo aver combattuto numerose battaglie con svariati Diavoli, tra cui il Diavolo Eternità e il Diavolo Oscurità, il giorno prima della spedizione ufficiale per andare a combattere il Diavolo Pistola, Denji si trova costretto ad uccidere Aki, posseduto dallo stesso Diavolo Pistola, precedentemente sfuggito allo scontro con Makima rifugiandosi nel suo corpo.  Distrutto dal dolore, viene trovato su una panchina da Makima, che lo porta a casa sua per consolarlo e invita Power per festeggiare il suo compleanno: lì, vedendo quanto sono felici i cani che vivono con lei, Denji esprime il desiderio che gli era stato promesso, chiedendo di "diventare il suo cagnolino" per non dover più pensare a nulla. Questo però porta Makima a identificarlo come inadatto al ruolo di Chainsaw Man, e a decidere di spezzare il suo patto con Pochita, uccidendo Power davanti a lui, convincendolo che qualsiasi felicità possa provare nella vita sarà sempre costruita e poi distrutta da lei, e rivelandogli che è stato lui ad uccidere suo padre e che non si è trattato di un suicidio, riducendolo così in stato catatonico. 
Riprende in seguito il controllo grazie ad una Power risorta momentaneamente, e sconfigge Makima in uno scontro al cimitero dopo averle fatto credere che il "falso Denji", clone controllato da Pochita, con cui stava combattendo fosse il vero Denji, riuscendo così a nascondersi tra gli altri corpi alle spalle di Makima e a colpirla con una motosega creata con il sangue di Power rimastogli in corpo. Per impedire la sua resurrezione e aggirare il contratto stipulato con il primo ministro giapponese, che la rende invulnerabile a qualsiasi attacco, Denji fa a pezzi il corpo di Makima con l'aiuto di Kishibe e la divora, compiendo quello che a suo dire è "un atto d'amore" mentre le dice nuovamente che nonostante tutto quello che ha fatto la amerà per sempre. Qualche tempo dopo, Kishibe gli affida una bambina di nome Nayuta, che Denji riconosce come Makima nel momento in cui gli morde il dito, mostrando che a dispetto della sua convinzione che lei non lo abbia mai percepito, anche nella sua nuova incarnazione si ricorda ancora di lui; accetta così di prendersene cura e di realizzare il suo sogno di avere una famiglia.

### Parte 2 - Saga della Scuola
Dopo gli avvenimenti della precedente saga, Denji decide di andare al liceo e contemporaneamente mettere da parte i soldi per mandare Nayuta all'università facendo lavori di poco conto, continuando a combattere in incognito come Chainsaw Man nella speranza di attrarre un gran numero di ragazze. Viene tuttavia ostacolato nel suo proposito dal misterioso Yoshida, un liceale Cacciatore di Diavoli interessato a mantenere il suo segreto e a permettergli di vivere una vita normale. Conosce anche Asa Mitaka, una studentessa posseduta dal Diavolo Guerra con cui ha un breve appuntamento interrotto da Nayuta, che le cancella la memoria grazie ai suoi poteri da Diavolo Controllo.

## Accoglienza

### Popolarità

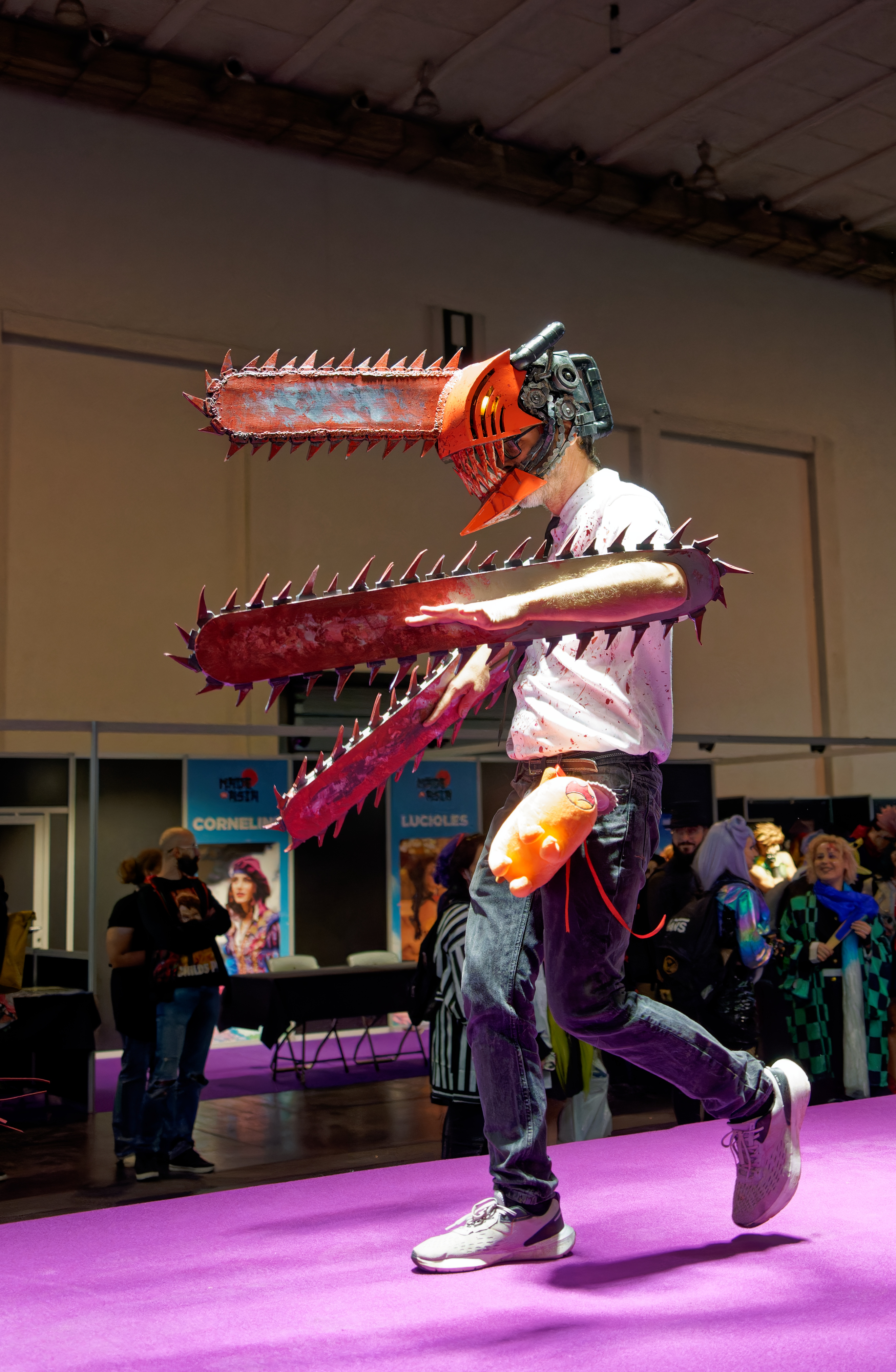
Cosplayer di Denji dopo la trasformazione in Chainsaw Man al Made in Asia 2023

Denji è stato accolto positivamente dal pubblico. In un sondaggio del manga, è arrivato 2° dietro Power. In un altro è arrivato 4°. Ai Crunchyroll Anime Awards del 2024, Denji è stato nominato nella categoria "Miglior personaggio principale". Cinque doppiatori del personaggio sono stati nominati per "Miglior doppiatore", tra cui Mosè Singh (Italiano), Ryan Colt Levy (Inglese), Joel Gómez Jimenez (Spagnolo) ed Emilio Treviño (Spagnolo, America) hanno vinto, mentre Kikunosuke Toya ha perso contro Yūichi Nakamura.
Il personaggio è stato oggetto di diversi cosplay.

### Critica
Denji è stato accolto positivamente anche dalla critica ed è stato comparato a diversi altri eroi dello stesso genere. Anna Neatrour di Manga Report ha definito Denji un "eroe incredibilmente distrutto, ma possibilmente potente". Dal momento che il personaggio possiede poteri demoniaci, la critica l'ha spesso paragonato a Akira Fudo, il protagonista di Devilman. Jemima Sebastian di IGN ha trovato il retroscena di Denji troppo triste e tormentato, ma ha sostenuto che è stata la sua trasformazione in Chainsaw Man ad attrarre il pubblico. Katherine Dacey di The Manga Critic ha detto che Denji potrebbe inizialmente apparire come un classico protagonista shōnen, ma il tropo "è lì solo per essere infranto", comparando la sua "vita ai margini della società" con "una parabola Dickens-iana sulla situazione della classe operaia". Dacey ha definito Denji "un eroe shōnen molto più onesto di qualsiasi altro protagonista di Jump; pensa e agisce come un vero adolescente, fino addirittura all'auto-assorbimento e la oggettificazione delle donne". Dacey ha anche discusso i momenti inaspettati di "vero pathos", parlando delle interazioni tra Denji e Pochita, e notando parallelismi con il rapporto tra il protagonista e Makima. Anche Danica Davidson di Otaku USA ha sostenuto che i momenti più emotivi della storia è l'amore tra Denji e Pochita. Julia Lee di Polygon ha scritto che la serie ha "un interessante e buffo contrasto tra i personaggi e quello che succede intorno a loro", aggiungendo la mentalità semplice di Denji e i suoi "istinti quasi-eccitati" possano annoiare a volte, ma non rendono la serie brutta. James Beckett di Anime News Network, riguardo l'adattamento animato, ha apprezzato come lo studio MAPPA ha adattato Denji, dicendo che è "cruento e divertente". Kestrel Swift di The Fandom Post ha definito Denji "l'antitesi di cool" a causa della sua maniera di sconfiggere i diavoli e come debba essere salvato dal suo partner Aki, venendo anche ferito nel processo.
I critici hanno apprezzato l'interesse di Denji riguardo al sesso e alla sua lussuria; alcuni hanno elogiato come ciò aiuti il rapporto platonico tra Denji e Power e il suo contrasto con l'attrazione che ha il personaggio per Makima. Chris Nishijima di Comic Book Resources ha trovato Denji un Cacciatore di diavoli "unico nel suo genere" grazie alla sua semplicità, il rapporto che ha con i suoi compagni e gli ambigui ultimi momenti con Pochita prima che lo salvi da morte certa. Mentre recensiva il 97° e ultimo capitolo pubblicato su Weekly Shōnen Jump, Reiichi Narima di Real Sound ha trovato lo sviluppo di Denji dopo la perdita dei suoi compagni molto più simile a un eroe seinen rispetto a uno shōnen, aggiungendo che era "profondamente commosso" di vedere queste tipologie di storie nella rivista, definendolo un capolavoro e concludendo con "in mezzo a tutta questa violenza sanguinosa, c'era la tragica storia d'amore di un ragazzo". Riquardo al secondo arco narrattivo della serie, Jenni Lada di Siliconera ha trovato diversi parallelismi tra il personaggio e Asa Mitaka, la nuova protagonista. Hilary Leung di Comic Book Resources non ha trovato troppe differenze riguardo la caratterizzazione di Denji dopo diversi capitoli di assenza. Robbie Robinson e Louis Kemner dello stesso sito hanno comparato il rapporto tra Denji e Makima a quello di Yuji Itadori e Satoru Gojō di Jujutsu kaisen - Sorcery Fight e anche a quello di Naruto Uzumaki e Jiraiya di Naruto. Skyler Allen di Crunchyroll ha evidenziato la "gentilezza apparente" di Makima per Denji e l'ha contrapposta alle interazione tra i due personaggi più avanti nella serie, definendo il loro rapporto come "momenti veramente intimi" dal punto di vista di Denji al contrario delle altre interazioni, che ha chiamato "puramente transazionali", nonostante l'ironia dello spettatore che ricerca la malizia in Makima.